# Marionville (Misuri)
Marionville es una ciudad ubicada en el condado de Lawrence en el estado estadounidense de Misuri. En el Censo de 2010 tenía una población de 2225 habitantes y una densidad poblacional de 488,67 personas por km².

## Geografía
Marionville se encuentra ubicada en las coordenadas 37°0′8″N 93°38′8″O / 37.00222, -93.63556. Según la Oficina del Censo de los Estados Unidos, Marionville tiene una superficie total de 4.55 km², de la cual 4.55 km² corresponden a tierra firme y (0.06%) 0 km² es agua.

## Demografía
Según el censo de 2010, había 2225 personas residiendo en Marionville. La densidad de población era de 488,67 hab./km². De los 2225 habitantes, Marionville estaba compuesto por el 96.31% blancos, el 0% eran afroamericanos, el 0.36% eran amerindios, el 0.45% eran asiáticos, el 0% eran isleños del Pacífico, el 0.27% eran de otras razas y el 2.61% pertenecían a dos o más razas. Del total de la población el 1.53% eran hispanos o latinos de cualquier raza.